# 格蘭茨堡 (伊利諾伊州)
格蘭茨堡（英語：Grantsburg）是位於美國伊利諾伊州約翰遜縣的一個村落。

## 地理
格蘭茨堡的座標為37°23′27″N 88°44′49″W / 37.39083°N 88.74694°W，而該地最高點為海拔高度115米（即377英尺）。

## 人口
根據2010年美國人口普查的數據，格蘭茨堡的面積為5.00平方千米，當中陸地面積為5.00平方千米，而水域面積為5.00平方千米。當地共有人口500人，而人口密度為每平方千米100人。